# محفوظ المنسف
 محفوظ المنسف (29 ديسمبر 1984 -) ممثل سعودي.